# Regionalväg 971

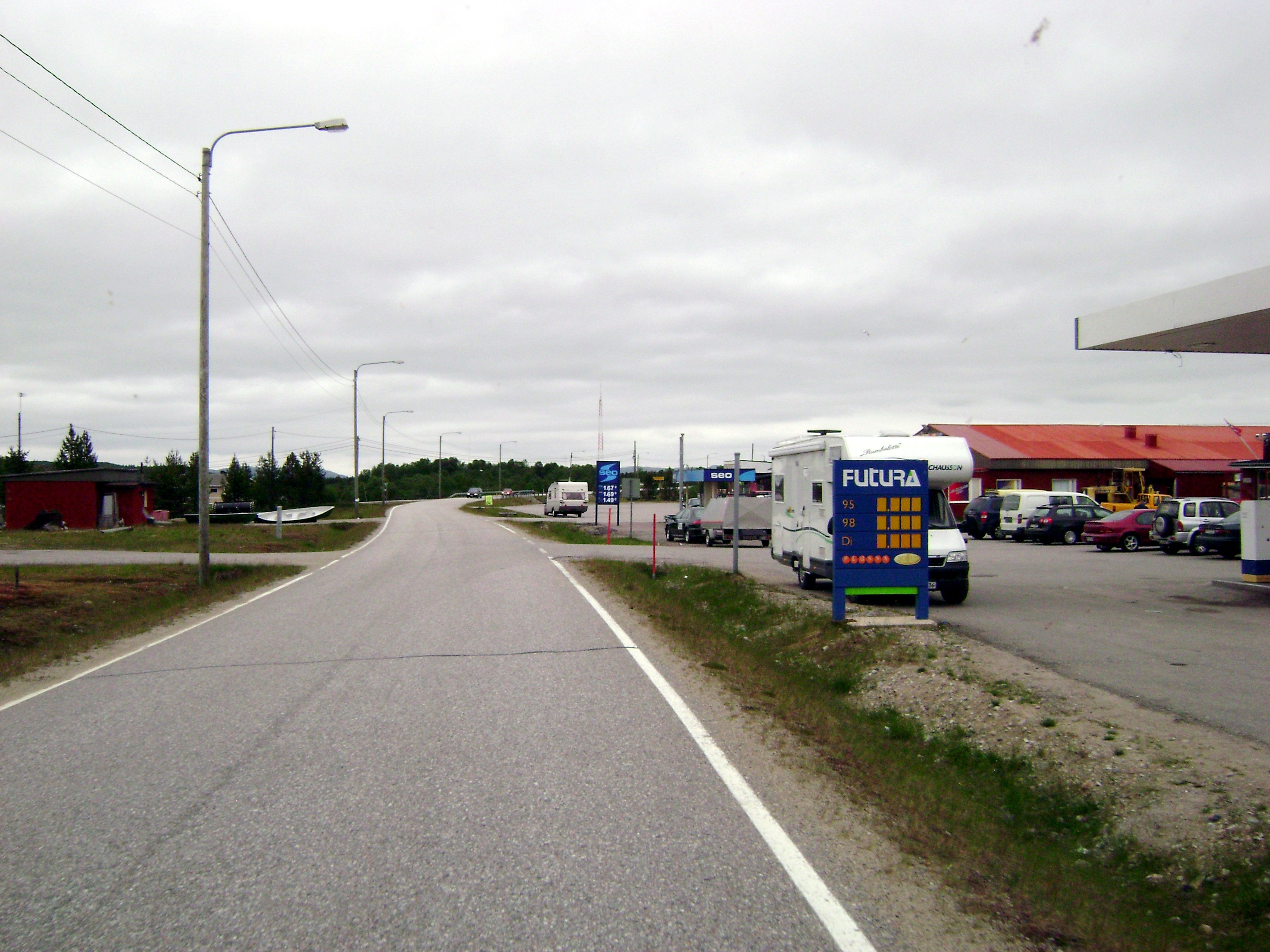
Den regionala vägen 971 i Näätämö i Enare kommun, Finland; nära den norska gränsen.

Regionalväg 971 var en landsväg i norra Finland. Vägen började vid Riksväg 4 (E75) i Enare kommun och går till Näätämö vid norska gränsen. På norska sidan fortsätter den med nummer 92, förr 893, till Europaväg 6 i norska Neiden. 
År 2017 bytte den nummer och namn till Stamväg 92.
Efter andra världskriget placerades skoltsamer, som evekuerats från Petsamo, att bo i en väglös nejd vid Sevettijärvi. En väg byggdes först på 1960-talet som en "stigväg" (fi. polkutie) till Sevettijärvi och byggandet fortsatte stegvis fram till Näätämö på 1970-talet. Vägen har bitvis rätats ut och breddats och på 1990-talet fick hela vägen asfaltsbeläggning.